# Тимановский сельский совет
Тимановский сельский совет (укр. Тиманівська сільська рада) — входит в состав
Шосткинского района
Сумской области
Украины.
Административный центр сельского совета находится в 
с. Тимановка
.

## Населённые пункты совета
- с. Тимановка
- с. Бензики